# Evolution (catch)
Pour les articles homonymes, voir Evolution.
Evolution était un clan de catcheurs heel de la World Wrestling Entertainment dans la division WWE Raw considéré comme une des plus grandes equipes des années 2000. Comprenant à l'origine Triple H (leader), Randy Orton, Batista et Ric Flair (mentor). Le groupe s'est reformé en avril 2014 mais cette fois-ci sans Ric Flair. 

## Histoire

### Formation et succès (2002-2003)
À Unforgiven 2002, Triple H défend son championnat du monde poids-lourds contre Rob Van Dam. Van Dam est sur le point de remporter le titre mondial quand Ric Flair vient sur le ring et donne un coup de massue à Van Dam alors que l'arbitre est inconscient permettant à Triple H de conserver son titre. À partir de ce moment, Triple H prend Ric Flair comme manager. Peu de temps après son draft, Batista rejoint WWE Raw en provenance de WWE SmackDown et prend également Flair comme son manager. Quand Triple H commence sa rivalité avec Scott Steiner début 2003, Batista vient l'aider avec Randy Orton. Le clan est officiellement fondé le 3 février et appelé lui-même Evolution, comme « l'Évolution de ce business ». Chaque membre représentant le meilleur dans « le passé » (Ric Flair), « le présent » (Triple H), et « le futur » (Randy Orton et Batista) du catch. Les débuts du clan sont entachés par les blessures dans un match de Batista et Randy Orton. Quelques mois plus tard, Randy Orton retrouve le clan, rejoint par Batista pour venir au secours de Triple H lors de sa rivalité contre Bill Goldberg.
Chaque caractère des membres du gang se différencie des autres catcheurs :

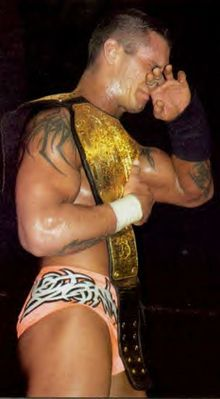
Randy Orton.

- Randy Orton, revenant de sa blessure en mai 2003, devient « the Legend Killer » (le Tueur de Légende), qui humilie et bat des catcheurs/célébrités « légendaires », ayant acquis sa renommée quand il crache au visage de Mick Foley et plus tard de Harley Race. Cette gimmick devient vite importante, ce qui aide à mettre plus en avant Orton dans les main events notamment. Il représente le futur.
- Batista, connu comme « Evolution's Animal » (raccourci en « The Animal » après avoir quitté le clan), est le fort et silencieux homme de main du gang. Malgré son physique hors-norme, ses progrès en tant que catcheur ne sont pas du même ordre qu'Orton, ce qui le laisse au second plan jusqu'à plus tard.
- Flair, « The Nature Boy » et « Dirtiest Player in the Game » (Plus immoral Joueur du Jeu), qui doit sa renommée pour ses tactiques de tricheries et avec son âge avancé prend un rôle de manager, s'occupant d'aider les autres. Il représente le passé.
- Triple H, « The Game » et « The Cerebral Assassin », le membre qui représente le présent, est le meneur, celui qui détient le titre de Champion du Monde. Il est le plus malin et le plus fort de l'équipe, faisait souvent des promos en citant la « longue liste des perdants » consistant de beaucoup de grands noms de catcheurs de son époque qu'il a battus.

L'apogée de l'Evolution est à Armageddon 2003 où le gang prend possession des quatre titres de RAW. Après avoir perdu contre Shawn Michaels dans un match simple cette nuit-là, Batista fait équipe avec Ric Flair pour remporter le World Tag Team Championship dans un tournoi, battant en dernier les Dudley Boyz. Randy Orton récupère le WWE Intercontinental Championship de Rob Van Dam. Ce règne devient le plus long sur le titre Intercontinental en six mois (jusqu'au règne de Shelton Benjamin en 2004). À la fin de la soirée, Triple H bat Bill Goldberg et Kane dans un Triple threat match pour reprendre le World Heavyweight Championship pour la troisième fois, avec l'aide de Randy Orton et Batista.

### Diverses rivalités (2003-2004)

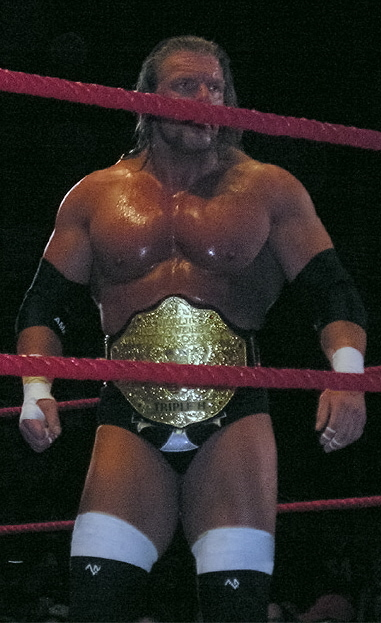
Triple H.

Triple H finit par perdre le titre contre Chris Benoit quand il abandonne sur le Crippler Crossface à WrestleMania XX dans un autre Triple threat match comprenant aussi Shawn Michaels. Pendant le milieu de son règne, Benoit fait équipe avec Edge pour s'emparer des titres par équipe de Flair et Batista. Pendant ce temps, Eugene est fait « membre d'honneur » de l'Evolution, ce qui permet à Triple H de l'utiliser pour reprendre le titre et le contrôle de RAW. Il est éjecté du clan par un passage à tabac après avoir couté accidentellement à Triple H un match pour le titre contre Chris Benoit à Vengeance 2004, la même soirée où Edge, un présent et futur rival (tout comme futur allié) de Randy Orton, le bat et met ainsi fin à son long règne de sept mois sur le titre Intercontinental. Edge et Chris Benoit, ensemble et séparément, se partagent à eux tout seuls les titres de l'Evolution.
Alors qu'Edge triche à la manière de l'Evolution pour conserver son titre, Triple H reçoit une chance de plus pour le titre de Chris Benoit le 26 juillet 2004 à RAW dans un Iron Man match. Plus tôt cette nuit-là, un futur aspirant numéro un pour le titre doit être décidé dans une bataille royale qui inclut l'Evolution tout comme Chris Jericho et Edge, qui sont aux côtés de Chris Benoit dans la lutte anti-Evolution. Les trois derniers hommes sur le ring sont Randy Orton, Edge, et Chris Jericho, qui choque en éliminant Edge à la suite d'une entente avec Randy Orton. Randy Orton élimine Chris Jericho et devient challenger numéro un pour le titre à SummerSlam 2004, ce qui laisse le champ libre à l'Evolution pour le main event de SummerSlam si Triple H bat Chris Benoit. Eugene, cependant arnaque Triple H en aidant Chris Benoit à réaliser un tombé pour l'emporter 4 à 3 dans les toutes dernières secondes.
Cette soirée amène à trois matchs comprenant l'Evolution à SummerSlam : Triple H vs. Eugene, Randy Orton vs. le World Heavyweight Champion Chris Benoit, et Batista vs. Chris Jericho vs. Intercontinental Champion Edge. A SummerSlam 2004, Edge effectue le tombé sur Chris Jericho après un Spear pour conserver le titre Intercontinental, Triple H bat Eugene avec un Pedigree après qu'Eugene est distrait par une altercation entre Ric Flair et William Regal, alors qu'après de nombreux contres de Crippler Crossface et RKO entre Randy Orton et Chris Benoit dans leur match, Randy Orton porte le RKO et battait Chris Benoit pour remporter le titre de champion du monde, devenant ainsi le plus jeune World Heavyweight champion de l'histoire de la WWE (à 24 ans).

### Rivalité entre les membres (2004-2005)

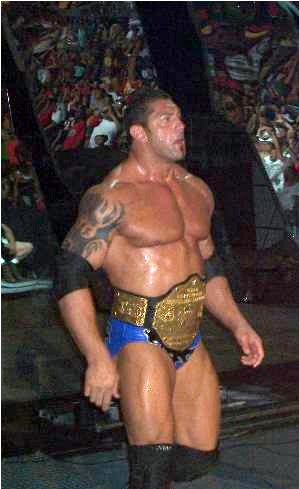
Batista.

La nuit suivante, le 16 août 2004 à RAW, Orton est libéré de l'Evolution. Après qu'ils l'ont aidé à remporter un match revanche pour le titre contre Benoit, les hommes du clan apparaissent solides autour d'Orton malgré le fait qu'il a pris la place de ce qu'assumait Triple H, alors que Batista le prend sur ses épaules et le montre au public. Quand Batista tourne Randy vers Triple H, celui-ci fait cependant le geste du « pouce vers le haut, pouce vers le bas » (le signe qui sera plus tard approprié à Batista), incitant Batista à lui porter une chaise électrique, commençant un passage à tabac, ce qui laissait les commentateurs sans voix.
Triple H croit que l'ascension d'Orton est arrivée trop tôt, restant persuadé que le championnat lui appartient ce qui l'amène à se retourner contre Orton. La semaine suivante, Orton refuse de redonner le titre à Triple H, crachant à la place à son visage. À Unforgiven 2004, Flair et Batista, aux côtés de Jonathan Coachman, aident finalement Triple H à récupérer le titre de champion du monde de Orton. Le gang va rivaliser avec Orton et plusieurs vieux ennemis pendant les mois suivants.
Aux Survivor Series 2004, Triple H, Batista, Gene Snitsky et Edge sont battus par Maven, Chris Jericho, Chris Benoit et Orton dans un match pour le contrôle de RAW pendant un mois (chaque membre de l'équipe vainqueur dirige RAW pour une semaine), ce qui ajoute une épine de plus à l'Evolution. Dans la première semaine suivant les Survivor Series, Triple H a offert à Maven une place dans l'Evolution (alors que Maven le défie pour le titre) ce qui n'arrive pas.
Les deux mois suivants, la relation entre Batista et Triple H commence à se détériorer. Après une défaite contre Chris Jericho par disqualification, Batista est insulté verbalement par Triple H. Batista fait semblant de quitter l'Evolution ce soir-là, puis commence à se comporter plus comme un face dans les semaines suivantes, malgré les tactiques heel de l'Evolution. Un moment particulier montre un Batista dégoûté quand Triple H et Ric Flair se vantent sur le fait de comment ils ont humilié Jim Ross, Danny Hodge et Stacy Keibler. Il continue de montrer sa loyauté à Triple H et l'Evolution en débarquant sur le ring ou en assistant aux matchs. Malgré ceci, les fans commencent à encourager Batista, qui s'améliore. Ceci n'est pas aidé par le fait qu'après la controverse du 29 novembre 2004 qui laisse vacant le World Heavyweight Championship (Edge et Benoit, déclarés covainqueurs d'une bataille royale plus tôt dans la soirée pour être challenger numéro un, font le tombé simultanément), le General Manager Eric Bischoff (alors fatigué d'aider l'Evolution sans avoir de retour) organise un match où le titre serait en jeu à New Year's Revolution 2005 dans un Elimination Chamber match, comprenant Orton tout comme Triple H et Batista (en plus de Edge, Jericho, et Benoit).

### Dissolution (2005)
Dans l'Elimination Chamber match à New Year's Revolution 2005 pour le titre mondial, Batista, Orton et Triple H sont les trois derniers hommes dans le match. Triple H remporte le match, et récupère le titre.
Batista remporte le Royal Rumble 2005, décrochant le droit de participer à WrestleMania 21 contre le champion du monde de son choix. Cette même soirée, Triple H conserve le titre en battant Orton. Batista gagne ensuite contre Triple H à WrestleMania 21 le laissant en sang. Un match est prévu à Backlash 2005 où Batista l'emporte encore et enfin dans un Hell in a Cell match où il passe à tabac The Game (qui finit en sang ; après le match les deux se serreront la main) et est le premier catcheur à battre Triple H dans ce type de match. 
HHH finira par trahir Ric Flair.

### Retour pour un match ou pour certaines périodes (2007-2018)

#### Retour provisoire (2007)
Le site officiel de la WWE a annoncé que le groupe s'est à nouveau réuni le jour du 15e anniversaire de RAW. Triple H, Flair et Batista ont gagné contre Edge, Randy Orton et Umaga par disqualification. Randy Orton avait refusé de réintégrer l'Evolution en ressassant les histoires passées.

#### Réunion du groupe et rivalité avec The Shield (2014)
Lors de WrestleMania XXX, Triple H perd contre Daniel Bryan pour devenir challenger au WWE World Heavyweight championship. Au lendemain de WrestleMania XXX à Raw, il affirme vouloir à nouveau combattre Bryan, alors champion. Il donne une chance aux titres par équipe à Randy Orton et Dave Batista, match qu'ils perdront par disqualification face aux Usos. Le 14 avril 2014, Batista et Orton affrontent de nouveau les champions par équipe. Ils perdront à nouveau par disqualification. Plus tard dans la soirée, Triple H, Randy Orton et Batista arrivent sur le ring pour attaquer The Shield après leur match 1 contre 3 handicap match, en utilisant le nom et le thème de l'Evolution. Triple H annonce lors de Smackdown du 18 avril que The Shield affrontera Evolution à Extreme Rules. Lors de RAW du 28 avril, Randy Orton perd contre Roman Reigns par disqualification à cause de l'intervention de Triple H et Batista qui attaqueront The Shield. The Shield réussira à prendre le dessus sur Evolution ce qui provoquera la fuite d'Evolution. Ils perdent contre The Shield à Extreme Rules. Le lendemain à RAW, ils attaquent The Shield et porteront le Triple Aided Powerbomb sur Roman Reigns. Le 9 mai à Smackdown, Batista bat Seth Rollins dans un match simple. Lors de Payback, ils perdent une nouvelle fois face à The Shield dans un No Holds Barred Elimination Match. Le 2 juin à RAW, Batista quitte la WWE (kayfabe) à la suite d'une dispute avec Triple H. Le clan est alors dissout.

#### Réunion d'un soir (2018)
Le 16 octobre 2018, le clan au complet (Orton, Batista, Triple H et Ric Flair) font une apparition spéciale à l'occasion du 1000ème épisode de SmackDown. Batista dit à Triple H que ce dernier à tout accompli excepté le battre, il se font ensuite une accolade.

## Membres du groupe

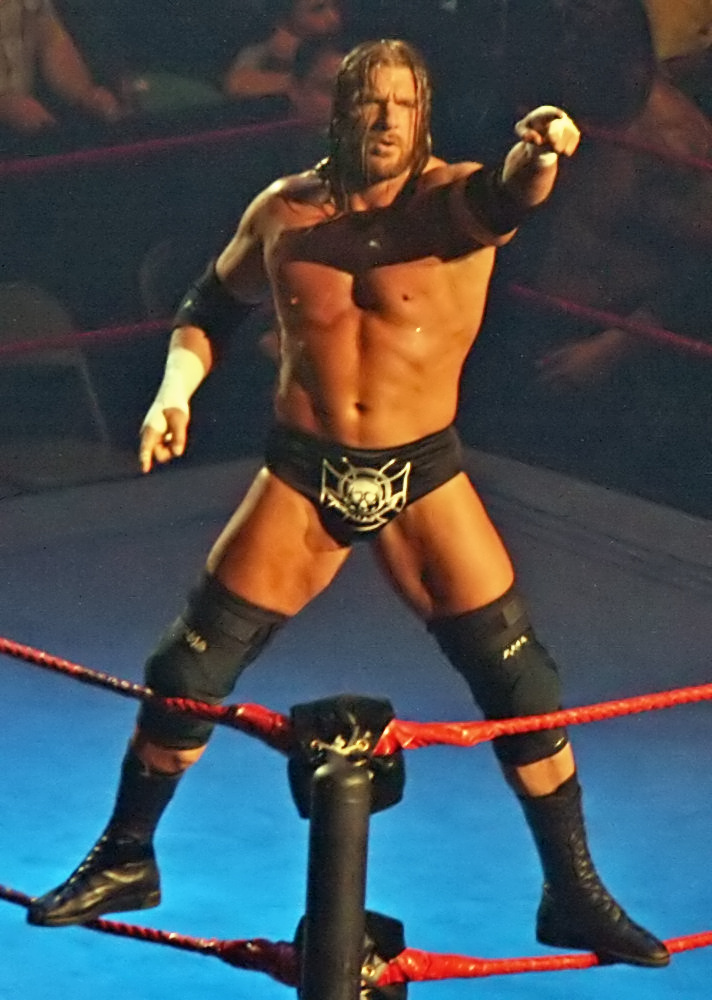
Triple H

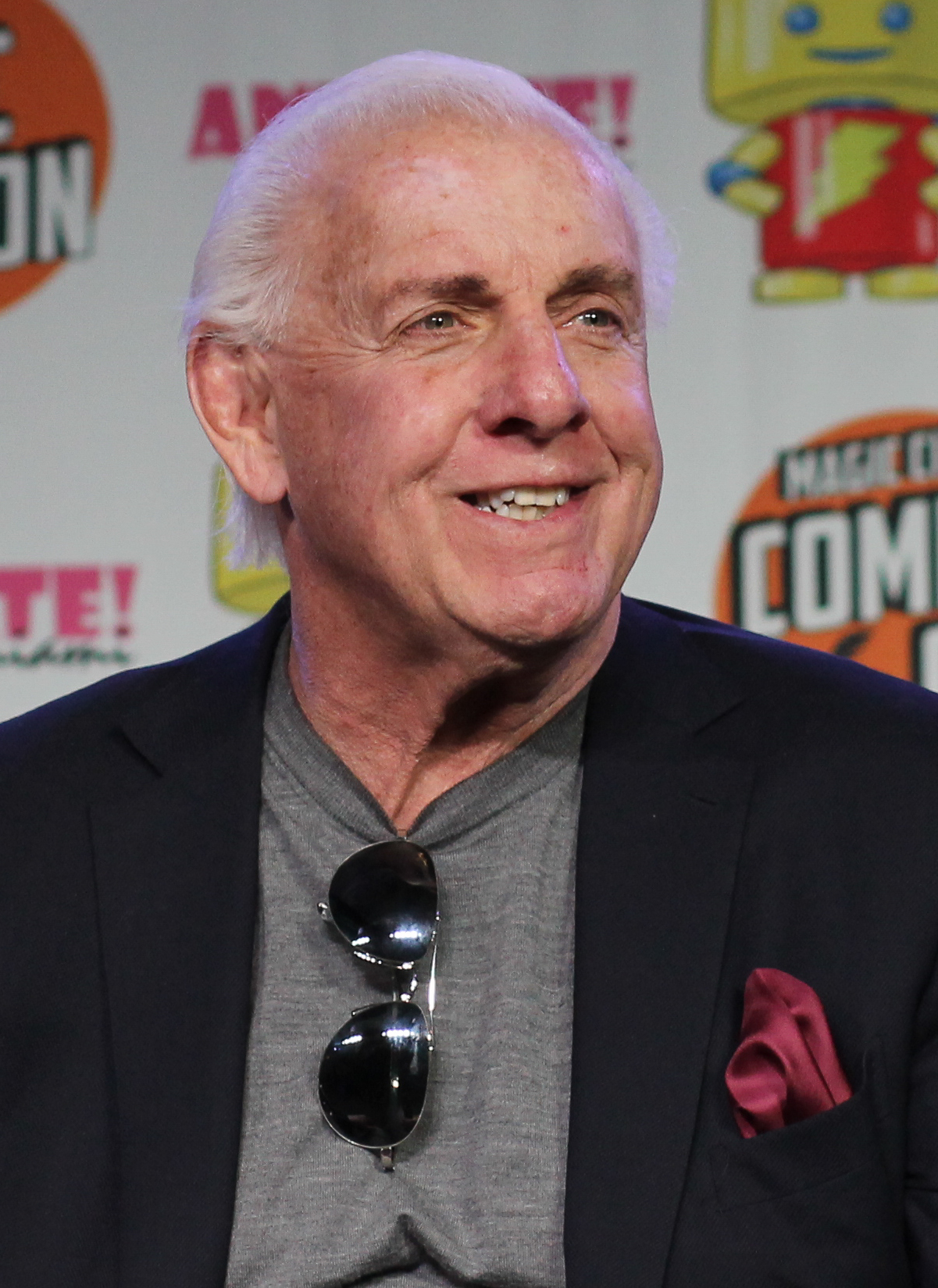
Ric Flair

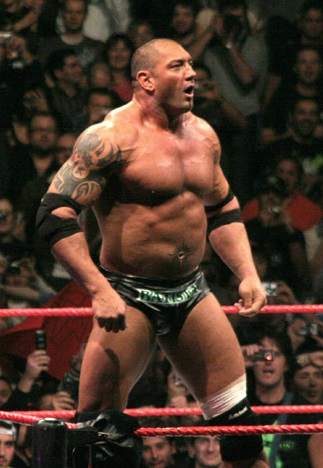
Batista

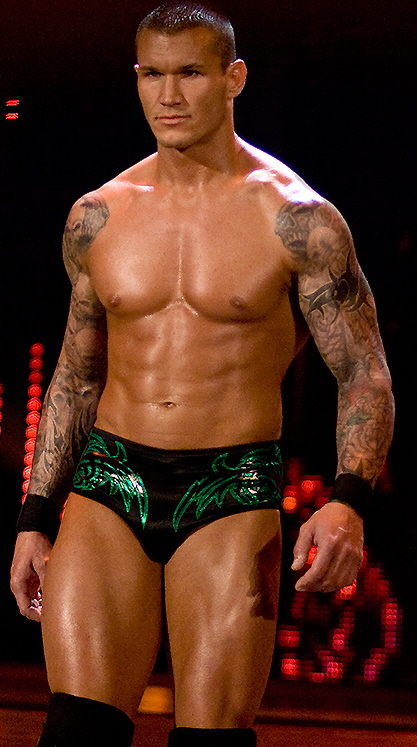
Randy Orton

| Identité    | Arrivée         | Départ          | Notes                                                                            |
| ----------- | --------------- | --------------- | -------------------------------------------------------------------------------- |
| Triple H    | 20 janvier 2003 | 3 octobre 2005  | Leader du groupe 4 fois champion du Monde poids lourds                           |
| Randy Orton | 20 janvier 2003 | 16 août 2004    | 1 fois champion du Monde poids lourds 1 fois champion intercontinental de la WWE |
| Batista     | 20 janvier 2003 | 21 février 2005 | 2 fois champion du Monde par équipe Vainqueur du Royal Rumble 2005               |
| Ric Flair   | 20 janvier 2003 | 3 octobre 2005  | 2 fois champion du Monde par équipe 1 fois champion intercontinental de la WWE   |

| Identité    | Arrivée       | Départ      | Notes                                                   |
| ----------- | ------------- | ----------- | ------------------------------------------------------- |
| Triple H    | 14 avril 2014 | 2 juin 2014 | Leader du groupe Chef officiel des opérations de la WWE |
| Randy Orton | 14 avril 2014 | 2 juin 2014 |                                                         |
| Batista     | 14 avril 2014 | 2 juin 2014 |                                                         |

## Palmarès et accomplissements
- World Wrestling Entertainment
  - 4 fois World Heavyweight Championship[13]
    - Triple H : (15 décembre 2002 - 11 septembre 2003) (14 décembre 2003 - 14 mars 2004) (12 septembre 2004 - 6 décembre 2004) (9 janvier 2005 - 3 avril 2005)
    - Randy Orton : (15 août 2004 - 12 septembre 2004)

  - 1 fois WWE Intercontinental Championship
    - Randy Orton : (14 décembre 2003 - 11 juillet 2004)

  - 2 fois WWE World Tag Team Championship[14]
    - Ric Flair et Batista (14 décembre 2003 - 16 février 2004) (22 mars 2004 - 19 avril 2004)

  - PWI Feud of the Year (2014)